# O Noviço
O noviço é uma peça teatral brasileira escrita pelo comediógrafo Martins Pena em 1845. Foi representada pela primeira vez em 10/08/45, no Teatro São Pedro, e publicada como livro em 1853.

## Enredo
O noviço gira em torno da deslealdade de Ambrósio, que se casa por interesse com Florência, rica viúva, mãe da jovem Emília, do menino Juca e tutora do sobrinho Carlos, este o personagem principal da peça. O vilão Ambrósio já havia convencido a mulher a colocar Carlos (o noviço) em um seminário. Agora, quer também internar Emília em um convento, pois ela se encontra em idade de casar e teria de receber um dote significativo da mãe. Igual destino aguarda o menino que deve se tornar frade. Assim, Ambrósio ficaria com toda a fortuna de Florência.
A partir desta premissa, desenrola-se a trama da crítica acerba ao patronato que obrigava os jovens a seguir uma carreira para a qual não estavam preparados e nem almejavam, toda ela resumida na fala de Carlos.
Carlos, no entanto, foge do seminário e esconde-se na casa da tia, pois quer fazer carreira militar e, sobretudo, desposar a prima Emília, por quem está apaixonado. O acaso o ajuda na luta contra Ambrósio: vinda do Ceará, surge Rosa, a primeira mulher do vilão e da qual ele não se separara oficialmente. Rosa conta a Carlos que o seu marido desaparecera com todo o dinheiro que ela possuía.
O problema imediato de Carlos, porém, é livrar-se do mestre dos noviços que está atrás dele para reconduzí-lo ao convento. Em cena hilariante, aproveita-se da ingenuidade da mulher e troca de roupa com ela. Esta, em seguida, é encontrada pela autoridade religiosa com a batina do rapaz. Confundida com o noviço fugido, é remetida imediatamente ao seminário. Enquanto isso, Carlos, vestido de mulher, começa a ameaçar Ambrósio com a história de bigamia . Após inúmeras peripécias, o vilão é desmascarado diante da própria Florência, e os jovens Carlos e Emília.

## Linguagem
Usando uma linguagem que se apossa do coloquial da época, sem entretanto cair na vala comum do palavrão ou da obscenidade, o autor também faz um relato linguístico considerável da fala comum da época.

## Estrutura da obra
Martins Pena deu preferência à comédia de costumes em três atos, e à prosa como maneira adequada de se representar o discurso das personagens. É importante destacar que antes do Romantismo, as falas dos personagens teatrais eram registradas em versos.
O primeiro ato compõe-se de dezesseis cenas; o segundo, de nove; e o terceiro, de dezenove, todas razoavelmente curtas.

## Personagens principais
- Carlos: sobrinho de Florência, esperto, ágil, forte, que é internado como noviço da Ordem de S. Bento, mas causa grandes confusões enlouquecendo os padres.
- Florência: viúva rica e ingênua, mãe de Emília e de Juca.
- Emília: jovem filha obediente, mas que não deseja ir para o convento e sim casar-se com o primo Carlos.
- Ambrósio: espertalhão sem escrúpulos, que conta enriquecer a qualquer custo, alegando que os fins justificam os meios;
- Rosa: provinciana, primeira mulher de Ambrósio, que veio do Ceará à sua procura.

Entre os secundários, temos: Juca, nove anos, irmão de Emília; Padre-Mestre dos noviços; Jorge, vizinho de Florência; José, criado admitido na casa por Ambrósio.

## Fragmento da cena XII (Ato primeiro)
Entra Ambrósio de casaca, seguido de Florência e Emília, ambas de véu de renda preta sobre a cabeça.
- Ambrósio, entrando - Andem, andem! Irra, essas mulheres a vestirem-se fazem perder a paciência!
- Florência, entrando - Estamos prontas.
- Ambrósio, vendo Carlos - Oh, que fazes aqui?
- Carlos principia a passear pela sala de um para outro lado - Não vê? Estou passeando; divirto-me.
- Ambrósio - Como é lá isso?
- Carlos, do mesmo modo - Não é da sua conta.
- Florência - Carlos, que modos são esses?
- Carlos - Que modos são? São os meus
- Emília, à parte - Ele se perde! e quase morre!